# Вазалемма (миза)

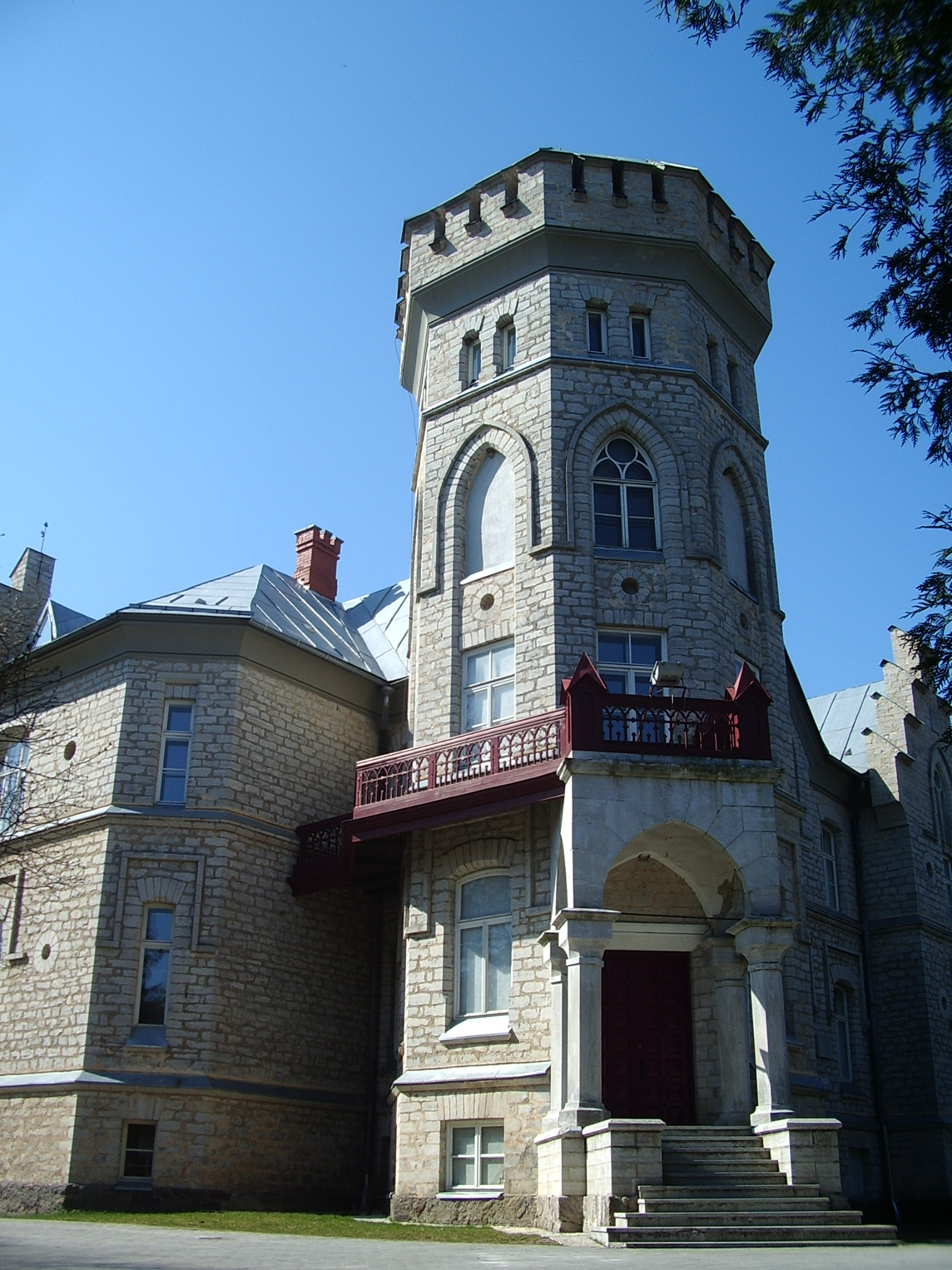
Фото: Ave Maria Mõistlik, 26 квітня 2009

Миза Вазалемма (ест. Vasalemma mõis,нім. Wassalem). Власники мизи Падізе фон Рамми в 1825 р. виокремили Вазалемма в окрему садибу, яка в 1886 р. перейшла у власність дворянського роду фон Баггегуфвудтів. 

## Історія
В 1894 р. за проектом Костянтина Вількена було споруджено двоповерховий неоготичний будинок з плитняку з чистим швом – один з найгарніших будинків такого роду в Естонії. 
В будинку, експропрійованому у Едуарда фон Баггегуфвудта, з 1922 р. діє школа.

## Архітектура
Будинок має розчленовані стіни і східчасті фронтони, а один з його кутів прикрашено восьмикутною баштою.